# Funkční gramotnost
Funkční gramotnost (functional literacy) je schopnost zvládat číst a psát během každodenních a pracovních úkolů. Taková schopnost, která nám umožňuje fungování ve všech aspektech běžného života. Její míra je dnes jedním z indikátorů pro určení úrovně společnosti. Souvisí zejména se schopností vnímat nejen primární, ale také sekundární významy sdělení. Někdy je též používáno označení čtenářská gramotnost.

## Definice
Samotný pojem gramotnost je zběžně chápán jako schopnost psát a číst, tedy převádět mluvenou řeč do psaných znaků a naopak (kódování). V širším užívaném výkladu pojmu gramotnosti se připojují znalostí a dovedností v konkrétní oblasti. Tím se však odkláníme od principu kódování, který tvoří gramatiku, podle níž je tato lidská schopnost nazvána. Jako první, mezinárodně uznanou definicí gramotnosti, vytvořila organizace UNESCO v roce 1958: „Gramotný člověk je takový, který umí s porozuměním přečíst a napsat krátký jednoduchý výrok ze svého každodenního života (UNESCO, 1958,16).“ Opakem gramotnosti je negramotnost.
Životní znalosti a povědomí se stále rozšiřují. Činnosti v každodenním životě se stávají složitější a náročnější. Zde se promítá koncept gramotnosti do souvislosti každodenního života a rozvíjí se do formy tzv. funkční gramotnosti. První, kdo tento pojem shrnul byl W. A. Gray: "Člověk je funkčně gramotný tehdy, jestliže nabyl takových znalostí a dovedností ve čtení a psaní, které mu umožňují, aby byl efektivně zapojen do všech aktivit, ve kterých se v jeho kultuře nebo skupině normálně předpokládá gramotnost“ (Gray, 1956, cit. podle Wagner, 1992:18)  V roce 1978 vytvořila organizace UNESCO mezinárodně uznávanou definici funkční gramotnosti, podle které: „Funkčně gramotný člověk je takový, který může být zapojen do všech aktivit, v nichž je pro efektivní fungování v jeho skupině a komunitě vyžadována gramotnost, a také které mu umožňují pokračovat ve využívání čtení, psaní a počítání v zájmu jeho vlastního komunitního rozvoje (UNESCO, 1978:12).“ V této definici zahrnují do samotné gramotnosti i dovednost počítání.
Objevuje se také pojem tzv. funkční negramotnosti (Functional illiteracy). Osoba dokáže číst (pomalu a obtížně) a psát (s omezenou slovní zásobou), ale ne v tak dostatečné míře, aby se vypořádala s každodenními aktivitami života ve společnosti. Funkční negramotnost se stává překážkou pro pracovní a společenské uplatnění.

## Členění
Funkční gramotnost je složena ze tří složek (dimenzí):
1. Literární gramotnost (Prose literacy) - schopnost nalézt, porozumět a využít informace z textů. Tyto texty nemusí být prvotně určeny k přímému sdělení daných informací.
2. Numerická gramotnost (Quantitative literacy) - dovednost pracovat s čísly, manipulovat s nimi a aplikovat vhodné matematické operace na číselné údaje obsažené v tištěných testech (grafy, tabulky apod.). Následně by jedinec měl být schopen tyto informace interpretovat. (např. výpočet spropitného, určení výše úroku z půjčky,...)
3. Dokumentová gramotnost (Document literacy) - schopnost vyhledávání a využití specifické informace obsažené v nejrůznějších typech dokumentů. (např. doplnění údajů do dotazníku, vyplnění formuláře,...)

Členění podle Dombrovské přidává ještě 4. složku:
4. Jazyková gramotnost (Language literacy) - schopnost dokonale používat znalosti, dovednosti a schopnosti mateřského jazyka, či cizího jazyka. Chápání struktury jazyka a významů řeči je nezbytné pro rozvoj osobnosti v její komplexnosti.
Gramotnost funkčně souvisí s kvalitou jazykové a logické inteligence daného jedince (základní součásti IQ). Funkční gramotnost pak dále s inteligencí sociální (interpersonální) a s inteligencí existenciální (hodnotové systémy).

## Charakteristika
Funkční gramotnost se od samotné gramotnosti odlišuje tím, že::
- je přizpůsobena kulturnímu kontextu,
- poukazuje na to, že individuální gramotnost nemusí být dostatečná pro fungování jedince ve společnosti,
- požaduje náročnější dovednosti než čtení a psaní,
- bývá zběžně chápana jako schopnost komunikovat,
- není dichotomický jev, ale kontinuum; proto musí být měřená a interpretována jako kontinuum,
- je možné ji měřit přímo bez použití odhadu u jiných indikátorů,
- není totéž, co "školní gramotnost" (zvládnutí školního vzdělání neznamená úspěšnost v řešení úkolů každodenního života),
- se týká dospělých (starších 15 let),
- se obvykle pojí s vyspělými zeměmi.

## Historie
Funkční gramotnost se začala rozvíjet od 50. let 20. století. Rozvoj ovlivnil pojetí výchovy a vzdělávání především v Americe, Evropě a Austrálii. Proměny koncepcí kurikul v jednotlivých zemích a změny v jejich vyučovacích systémech vyústily v několik mezinárodních srovnávacích výzkumů funkční gramotnosti u různých skupin obyvatelstva. Ty to výzkumy zkoumaly textovou, dokumentovou a numerickou složku gramotnosti.
Gramotnost představuje komplex vědomostí, dovedností a postojů pro práci s informacemi. Dříve od lidí nebyly požadovány stejné gramotnostní dovednosti, tak jako dnes. Především ne u všech vrstev obyvatelstva. Původně stačila pouze minimální dovednost čtení, psaní a počítání. Tento soubor minimální úrovně se začal měnit se změnami a vývojem společnosti. Nejvíce kvůli historickému vývoji ekonomického a sociálně kulturního života. I v současnosti se kvalita gramotnosti liší mezi obyvatelstvem, především na závislosti, zda se jedná o vyspělé nebo zaostalé země. Gramotnost obyvatel se odráží na sociálních, kulturních a ekonomických podmínek společnosti, ve které žijí. Vyspělejší země proto více podporují své vzdělávání a školství.

### Etapy rozvoje funkční gramotnosti
- etapa spontánní gramotnosti
- etapa elementární gramotnosti
- etapa základní (bázové) gramotnosti
- etapa rozvinuté základní (bázové) gramotnosti
- etapa funkční gramotnosti[9]